# 3067 Akhmatova
3067 Akhmatova (1982 TE2) là một tiểu hành tinh vành đai chính được phát hiện ngày 14 tháng 10 năm 1982 bởi Karachkina, L. G. và Zhuravleva, L. V. ở Nauchnyj. Nó được đặt theo tên Nga poet Anna Akhmatova.